# Colonie de Virginie
 (décembre 2023).
Si vous disposez d'ouvrages ou d'articles de référence ou si vous connaissez des sites web de qualité traitant du thème abordé ici, merci de compléter l'article en donnant les références utiles à sa vérifiabilité et en les liant à la section « Notes et références ».
1607–1783
Entités suivantes :
- Virginie

La colonie de Virginie (en anglais : Colony of Virginia ou Virginia Colony et parfois Dominion and Colony of Virginia) est une colonie britannique d'Amérique du Nord qui existe du début du XVIIe siècle jusqu'à la révolution américaine. La colonie de Virginie est ainsi baptisée en l'honneur de la reine Élisabeth Ire d'Angleterre (surnommée « La reine vierge »). Après la première révolution anglaise, au milieu du XVIIe siècle, la colonie de Virginie est surnommée The Old Dominion (« l'ancien dominion ») par le roi Charles II en raison de son apparente loyauté à la couronne lors de la période dite du Commonwealth d'Angleterre.
Après son indépendance du royaume de Grande-Bretagne, à la fin du XVIIIe siècle, la partie sud-est de la colonie de Virginie devient le Commonwealth de Virginie, l'un des treize États originels des États-Unis, adoptant officiellement le surnom de Old Dominion. Après la formation des États-Unis, le territoire de la colonie de Virginie donne naissance aux États de Virginie-Occidentale, Kentucky, Indiana et Illinois, ainsi qu'à une partie de l'Ohio.

## Histoire
Le nom Virginia est la plus ancienne désignation des terres réclamées par les Anglais en Amérique du Nord. Le nom Virginia provient d'une expédition de Sir Walter Raleigh en 1584 qui enregistra le nom du chef amérindien le plus puissant aux alentours de la colonie de Roanoke comme étant Wingina. Il sera modifié plus tard par la reine Élisabeth Ire en Virginia, notant son statut de « reine vierge »,. Originellement, le terme Virginia s'appliquait à l'ensemble de la côte est de l'Amérique du Nord à partir du 34e parallèle (près du cap Fear) jusqu'au 48e parallèle plus au nord, dont les côtes d'Acadie et une grande partie de l'intérieur du Canada. Au sud de la côte Atlantique de l'Amérique du Nord, l'Espagne tenta d'établir des colonies jusqu'au niveau de la Caroline du Sud. La Mission Ajacàn aurait été établie sur les rives de la baie de Chesapeake. La colonie de Floride espagnole, centrée sur Saint Augustine, fut établie en 1565.

### Colonie sur l'île Roanoke
En 1584, Sir Walter Raleigh envoya la première mission de colonisation sur l'île de Roanoke (actuellement en Caroline du Nord). Elle fut le premier établissement anglais, bien qu'elle n'ait pas survécu. 
En 1587, Raleigh envoya à nouveau un groupe afin d'établir une colonie permanente. La première anglaise à être née au Nouveau Monde fut nommée Virginia Dare. Le chef de l'expédition, John White retourna la même année en Angleterre pour trouver des provisions, mais ne put revenir dans la colonie à cause de la guerre entre l'Angleterre et l'Espagne. Quand il y parvint finalement en 1590, il trouva la colonie abandonnée : les maisons étaient intactes, mais les colons avaient disparu. Bien qu'il y ait eu des théories quant au destin de la colonie, son sort resta un mystère et elle devint connue comme la « colonie Perdue » (Lost Colony). Le comté de Dare fut nommé en l'honneur de Virginia Dare, qui était parmi ceux qui ont subi le destin inconnu de cette colonie.

### Virginia Company: branches de Plymouth et de London
Après la mort de la reine Élisabeth Ire en 1603, le roi James I monta sur le trône. L'Angleterre était financièrement épuisée après les années de guerre avec l'Espagne. Afin de lever des fonds pour explorer le Nouveau Monde, rapporter de l'or ou d'autres richesses et rechercher le passage du Nord-Ouest pour atteindre les Indes, il accorda une charte de propriété aux deux branches opposées de la Virginia Company, qui étaient soutenues par des investisseurs. Il s'agissait de la Plymouth Company (en) et de la Compagnie de Londres. 
Selon les termes de la charte, la Plymouth Company fut autorisée à établir une colonie de 100 miles2 (260 km2) entre le 38e et le 45e parallèle (vers la baie de Chesapeake et l'actuelle frontière entre le Canada et les États-Unis). La London Company fut autorisée à s'établir entre le 34e et le 41e parallèle (entre le cap Fear et le Long Island Sound), et détenait aussi une large portion de l'Atlantique et de l'intérieur du Canada. Dans les secteurs où les Companies se chevauchaient, les deux sociétés furent autorisées à établir des colonies si elles étaient distantes d'au moins 100 miles (160 km).
En 1606, chaque compagnie organisa des expéditions pour établir des colonies dans le secteur qui lui avait été accordé.

#### Colonie de Popham
En août 1606, le premier vaisseau de la Plymouth Company, le Richard, navigua vers le Nouveau Monde. Toutefois, il fut intercepté et capturé par les Espagnols près des côtes de Floride en novembre 1606, et n'atteignit jamais la Virginie. La seconde tentative eut plus de succès. Près de 120 colons quittèrent Plymouth le 31 mai 1607 à bord de deux vaisseaux. Le chef de la colonie, George Popham, était à bord du Gift of God, tandis que le second, Ralegh Gilbert, voyageait sur le Mary and John, dont le capitaine était Robert Davies. Le capitaine Davies tint un journal qui sert de source d'informations sur la Colonie.
Les colons de la Plymouth Company, arrivés en 1607, établirent leur colonie, connue sous le nom de colonie de Popham, dans l'actuelle ville de Phippsburg (Maine) près de l'embouchure de la rivière Kennebec. Il tentèrent d'acquérir des métaux précieux, des épices, et des fourrures, et ils s'avisèrent que la forêt alentour pouvait être utilisée pour construire des bateaux anglais. La moitié des colons repartit pour l'Angleterre en automne 1607 à bord du Gift of God; l'autre moitié passa l'hiver, le printemps, et l'été, en construisant un vaisseau, une pinasse qu'ils appelèrent Virginia. Plus tard ce même été, tous les colons restants retournèrent en Angleterre à bord du Virginia et du Mary and John. Cette colonie dura une année. Bien qu'elle n'ait pas été permanente, il s'agissait de la première colonie britannique dans la région qui allait devenir la Nouvelle-Angleterre. Le site exact de la Colonie de Popham a longtemps été perdu jusqu'à sa redécouverte en 1994.

#### Colonie de Jamestown
La London Company employa le capitaine Christopher Newport pour mener l'expédition. En décembre 1606, il partit d'Angleterre avec son navire amiral, le Susan Constant, et deux autres bateaux de tailles inférieures, le Godspeed, et le Discovery, avec 144 hommes et garçons, dont 40 moururent en mer. Après un voyage inhabituellement long de 144 jours, ils arrivèrent à l'embouchure de la baie de Chesapeake, et accostèrent au point où la partie sud de la baie rencontre l'océan Atlantique, cet évènement sera plus tard dénommé le First Landing. Ils érigèrent une croix, et nommèrent ce morceau de terre Cap Henry, en honneur de Henri-Frédéric Stuart, le fils ainé du roi Jacques. 
Leurs instructions étaient de choisir un site à l'intérieur des terres, le long d'un cours d'eau, où ils seraient moins vulnérables face aux Espagnols et aux autres Européens cherchant à établir une colonie. Ils naviguèrent vers l'ouest dans la baie et atteignirent l'embouchure de Hampton Roads, s'arrêtant dans un lieu actuellement connu sous le nom de Old Point Comfort. Conservant la rive sur leur droite, ils se sont ensuite risqués dans la plus grande des rivières, qu'il baptisèrent James, pour leur roi. Après avoir exploré le fleuve au moins jusqu'à la confluence avec la rivière Appomattox (à l'actuelle Hopewell), ils retournèrent en aval vers la Jamestown Island, qui offrait une position défensive adéquate face aux bateaux ennemis et un ancrage en eau profonde adjacent à la terre. En deux semaines, ils avaient construit leur premier fort, et nommèrent cette colonie Jamestown. 
En plus de chercher de l'or et des métaux précieux à envoyer aux investisseurs anglais, le plan concernant la survie des colons de Jamestown dépendait de l'acheminement de provisions depuis l'Angleterre et du commerce avec les Amérindiens. L'emplacement qu'ils avaient choisi était en grande partie séparé du continent, offrait peu de gibier et de terres arables, et manquait d'eau potable. Le capitaine Newport retourna deux fois en Angleterre, menant à bien deux missions d'approvisionnement en 1608 (le First Supply et le Second Supply), et laissant le Discovery sur place à l'usage des colons. Cependant, les morts dues aux maladies et les conflits avec les Amérindiens prirent un tournant effrayant pour les colons. En dépit des tentatives d'extraire des minéraux, d'augmenter la production de soie et d'exporter le tabac, aucun investissement rentable n'avait été identifié et il semblait difficile de déterminer si la colonie pourrait survivre financièrement.

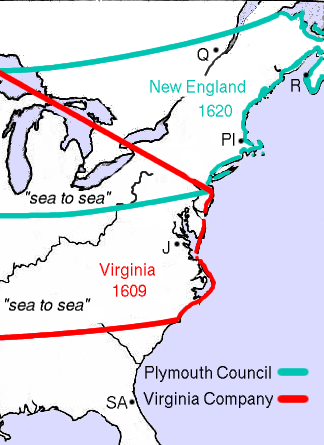
La charte de 1609 pour la colonie de Virginie.

En 1609, avec l'abandon de la colonie de la Plymouth Company, la charte de Virginie de la London Company fut ajustée pour inclure les territoires au nord du 34e parallèle et au sud du 39e parallèle. Ainsi, au moins sur le papier, la colonie de Virginie s'étendait jusqu'à la côte de l'Océan Pacifique, dans l'actuelle Californie, avec tous les états qui se trouvent entre (Kentucky, Missouri, Colorado, Utah, etc) appartenant à la Virginie. Pourtant, pour des raisons pratiques, les virginiens s'aventuraient peu profondément à l'intérieur des terres dans ce qui était alors connu comme les Virginia Wilderness, bien que le concept en lui-même aidât à raviver l'intérêt des investisseurs, et des fonds supplémentaires autorisèrent un effort d'expansion, connu sous le nom de Third Supply.    
Pour le Third Supply, la London Company fit construire un nouveau bateau, le Sea Venture, qui avait été dessiné spécialement pour l'émigration de colons supplémentaires et le transport de provisions. Il devint le navire amiral de l'amiral du convoi, Sir George Somers. Le Third Supply fut le plus important, avec 8 autres bateaux qui rejoignirent le convoi avec le Sea Venture. Des centaines de nouveaux colons étaient à bord des navires. Cependant, le temps fit échouer la mission.

#### Bermudes: LesSomers Isles
Quelques jours après le départ de Londres, les 9 bateaux du Third Supply rencontrèrent un ouragan dans l'Atlantique. Ils furent séparés durant les trois jours que dura l'orage. L'amiral Somers, qui était aux commandes du Sea Venture, qui transportait la majeure partie des provisions de la mission, s'est délibérément dirigé vers les récifs des Bermudes afin d'éviter de couler. Toutefois, bien qu'il n'y eût aucune perte, le navire était trop abimé pour être réparé, laissant les survivants sur l'archipel inhabité, qu'ils revendiquèrent pour l'Angleterre.
Les survivants construisirent finalement deux bateaux plus petits et la plupart d'entre eux continua à naviguer vers Jamestown, laissant quelques colons aux Bermudes pour en garantir la possession. La possession des Bermudes par la Company fut officielle en 1612, quand la troisième et dernière charte étendit suffisamment les frontières de la Virginie dans l'océan pour englober les Bermudes, qui furent connues, durant un certain temps, comme Virgineola. Les Bermudes ont ensuite été officiellement connues comme les Somers Isles (en mémoire de l'amiral Sir George Somers). Les actionnaires de la Virginia Company se sont ensuite scindés en une deuxième société, la Somers Isles Company (en), qui a administré les Bermudes de 1615 à 1684.
Toutefois, à leur arrivée à Jamestown, les survivants du Sea Venture découvrirent que le délai de 10 mois avait grandement aggravé les conditions. Sept des autres bateaux étaient arrivés avec à leur bord plus de colons, mais avec peu de provisions. Ajoutée aux relations hostiles avec les Amérindiens, la perte des provisions qui étaient à bord du Sea Venture conduisit à ce qui est aujourd'hui connu comme le Starving Time (en) de la fin de l'année 1609 jusqu'à mai 1610, durant lequel environ 80 % des colons périrent. Les survivants des Bermudes avaient emporté avec eux quelques provisions, et il apparut que tout Jamestown devait être abandonné et qu'il était nécessaire de retourner en Angleterre.

#### Une arrivée opportune: Lord De La Warr
Samuel Argall était le capitaine d'un des sept bateaux du Third Supply qui arriva à Jamestown en 1609 après s'être séparé du Sea Venture, dont le destin était inconnu. Après avoir déposé ses passagers et des provisions limitées, il était retourné en Angleterre dans le but de présenter la situation critique des colons à Jamestown. Le roi accorda donc des pouvoirs plus importants à un autre chef, Thomas West, 3e baron De La Warr (plus tard connu sous le nom de Lord Delaware), et la London Company organisa une autre mission d'approvisionnement. Ils partirent de Londres le 1er avril 1610. 
Juste après que les survivants du Starving Time et ceux qui les avaient rejoints des Bermudes eurent abandonné Jamestown, les bateaux de la nouvelle mission d'approvisionnement remontèrent la rivière James avec de la nourriture, des provisions, un docteur et plus de colons. Lord Delaware était déterminé à faire survivre la colonie, et il intercepta les bateaux qui partaient à environ 16 km en aval de Jamestown. Parmi les personnes qui avait brièvement abandonné Jamestown se trouvait un survivant du Sea Venture qui avait perdu sa femme et son fils aux Bermudes. C'était un homme d'affaires londonien qui avait avec lui des graines de tabac nouvelles et plus douces qui n'avaient pas été plantées, et qui avait des idées pour ouvrir un nouveau marché. Son nom était John Rolfe, et il s'avère qu'il détenait la clef du succès économique de la Colonie. 
Dès 1612, les nouvelles graines de tabac de Rolfe avaient été cultivées et exportées. Finalement, un cash crop (en) fut identifié, et de nouvelles plantations et avant-postes apparurent rapidement, d'abord tant en amont qu'en aval le long de la partie navigable de la rivière James puis le long des autres rivières et voies navigables du secteur. La colonie de Jamestown pouvait finalement être considérée comme établie de façon permanente.

## Relations
En 1620, un successeur de la Plymouth Company (en) envoya des colons au Nouveau Monde à bord du Mayflower. Connus sous le nom de Pères pèlerins, ils établirent avec succès une colonie dans ce qui devint le Massachusetts. La portion de Virginie qui se trouvait au nord du 40e parallèle devint la Nouvelle-Angleterre, d'après les livres écrits par le John Smith de Jamestown, qui y avait voyagé. 
En 1624, la charte royale de la Virginia Company fut révoquée par le roi Jacques Ier et la Colonie de Virginie fut transférée sous l'autorité royale en tant que colonie de la Couronne. Les chartes suivantes, faites pour la province du Maryland en 1632 et la province de Caroline en 1665, réduisirent encore la superficie de la colonie de Virginie en créant les frontières côtières qu'elle conserva jusqu'à la révolution américaine.

## Esclavage
En 1619, les premiers esclaves africains arrivent à Point Comfort,. Angela est l'une d'entre eux.

## Noms et surnoms
Charles II donna à la Virginie le titre de Old Dominion (« Ancien Dominion ») en remerciement de la loyauté de la Virginie envers la couronne durant la première révolution anglaise ; la Virginie maintint Old Dominion comme son surnom d'État. L'équipe sportive de l'université de Virginie est connue sous le nom de Cavaliers de la Virginie et il existe une autre université publique d'État appelée université Old Dominion.

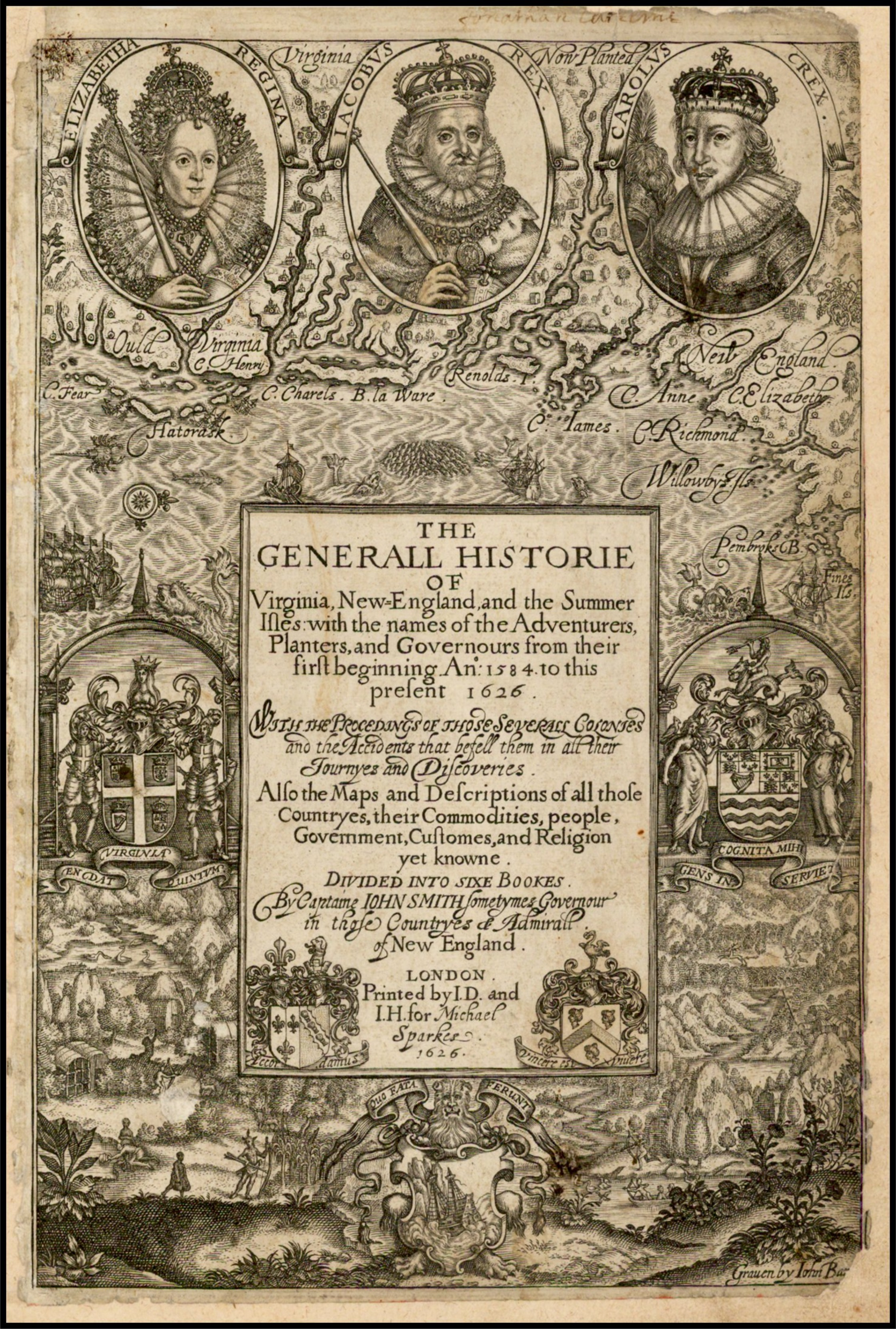
The Generall Historie of Virginia, New-England, and the Summer Isles, écrit par le John Smith de Jamestown

## Sources

## Compléments